# Toronto (Dakota del Sud)
Toronto és una població dels Estats Units a l'estat de Dakota del Sud. Segons el cens del 2000 tenia 202 habitants.

## Demografia
Segons el cens del 2000, Toronto tenia 202 habitants, 94 habitatges, i 56 famílies. La densitat de població era de 251,6 habitants per km².
Dels 94 habitatges en un 25,5% hi vivien nens de menys de 18 anys, en un 48,9% hi vivien parelles casades, en un 9,6% dones solteres, i en un 40,4% no eren unitats familiars. En el 39,4% dels habitatges hi vivien persones soles el 20,2% de les quals corresponia a persones de 65 anys o més que vivien soles. El nombre mitjà de persones vivint en cada habitatge era de 2,15 i el nombre mitjà de persones que vivien en cada família era de 2,88.
Per edats la població es repartia de la següent manera: un 26,7% tenia menys de 18 anys, un 4,5% entre 18 i 24, un 24,8% entre 25 i 44, un 20,3% de 45 a 60 i un 23,8% 65 anys o més.
L'edat mediana era de 41 anys. Per cada 100 dones de 18 o més anys hi havia 82,7 homes.
La renda mediana per habitatge era de 23.750 $ i la renda mediana per família de 34.844 $. Els homes tenien una renda mediana de 26.667 $ mentre que les dones 26.250 $. La renda per capita de la població era de 14.891 $. Entorn del 8,2% de les famílies i el 9,4% de la població estaven per davall del llindar de pobresa.

## Poblacions més properes
El següent diagrama mostra les poblacions més properes.